# Isidor Baumann
Isidor Baumann, né le 23 septembre 1955 à Wassen, est un homme politique suisse membre du Parti démocrate-chrétien. Il siège au Conseil des États de 2011 à 2019.

## Biographie
Topographe de formation, originaire de Wassen où il vit, il est président de sa commune entre janvier 1990 et mai 2000. Il siège ensuite au gouvernement du canton d'Uri de juin 2000 à mai 2012, y dirige le département de l'économie et exerce la fonction de suppléant du Landaman (Landesstatthalter).
Le 18 octobre 2006, il figure parmi les orateurs à l'occasion d'une cérémonie organisée sur une aire d'autoroute près d'Erstfeld pour les 125 ans de la ligne du Gothard. À cette occasion, un monument commémoratif est inauguré sous la forme d'une locomotive Ae 6/6 des Chemins de fer fédéraux suisses.
Aux élections fédérales de 2011, Baumann est élu pour représenter son canton au Conseil des États.
Il est marié et père de quatre enfants.